# Вениер
Вениер (на италиански: Venier) е патрицианска фамилия от Венеция, днешна Италия.

## История
Това е един от най-старите родове във Венеция: някои традиции го смятат за произхождащ от Виченца, други дори от известния род Аврелии и император Валериан I. Това, което е сигурно е, че присъствието на сем. Вениер е документирано едва от XI век. Първото писмено сведение за рода се появява в архивите от 1031 г., регистрирали една продажба на земя в Киоджа в южната част на Венецианската лагуна.
След Четвъртия кръстоносен поход (1202 – 1204) те получават господството на Чериго и Парос и, заедно с родовете Мартиненго и Леони, замъците в Дземонико и Сангуинето.
През 1363 г. именията на рода на острова са конфискувани заради участието им в бунта на Кандия (о-в Крит) срещу венецианските колонизатори, но през 1393 г. част от тях са им върнати. Вениер остават владетели и на съседния остров Китира чак до 1797 г., когато Наполеон премахва Венецианската република и отнема всички титли на венецианските благородници.
Вениер от Венеция остават винаги верни на Венецианската република и имат водещи роли в политическия ѝ живот. Сред представителите на рода има трима дожи, генерали, адмирали, посланици. Други стават видни личности на културата. В началото на XVI век клон от рода Вениер чрез женитба придобива и владението на остров Парос.

## Известни представители на рода

### Дожи на Венецианската република
В продължение на повече от хиляда и сто години, от 697 до 1797 г., фигурата на дожа е начело на Венецианската република: бивш херцог на византийското владение, след това изборен суверен, който през вековете се трансформира във върховен магистрат и образ на величието на държавата, дожът постепенно губи власт и се превръща само в символ на коронована република.
- Антонио Вениер (ок. 1300 – 1400), 62–ри дож на Венеция (1382 – 1400);
- Франческо Вениер (1489 – 1556), 81–ви дож на Венеция (1554 – 1556);
- Себастиано Вениер (1496 – 1578), 86-и дож на Венеция (1577 – 1578)

- Антонио Вениер
- Франческо Вениер (портрет от Тициан)
- Себастиано Вениер (портрет от Тинторето)

### Прокурори на Свети Марк
Най-престижната пожизнена служба на Венецианската република, веднага след тази на дожа. От 1269 г. има три вида прокурори:
Прокурори de Citra Canale
Представители на Вениер са в ролята на един от двамата прокурори de Citra Canale (буквално от тази страна на канала, разбирано от Канал Гранде), които се грижат за благотворителните и завещателните задължения за кварталите Сан Марко, Кастело и Канареджо:
- Алвизе Вениер (1444 – 1452)
- Бенедето Вениер (1475 – 1487)
- Маркантонио Вениер (1554 – 1556)
- Бернардо Вениер (1557 – 1559)
- Николо Вениер (1579 – 1587)

Прокурори de Supra Canale
Един от двамата прокурори de supra (буквално над или по-висши), които се занимават с управлението на базиликата Сан Марко:
- Микиел Вениер (1450 – 1463)
- Антонио Вениер (1472 – 1474)
- Антонио Вениер (1489 – 1492)
- Марин Вениер (1501 – 1502)
- Андреа Вениер (1509 – 1513)

Прокурори de Ultra Canale
Един от двама прокурори de ultra (буквално винаги от другата страна на канала, като се има предвид, че са в Сан Марко), които се грижат за благотворителни и завещателни задължения за кварталите Дорсодуро, Санта Кроче и Сан Поло:
- Франческо Вениер (1475 – 1486)

### Религиозни лица
- Лоренцо Вениер, архиепископ на Модон, Гърция (1411) и на Задар (1428 – 1449)
- Деодато Вениер, каноник в катедралата на Задар, абат на Сан Кризогоно (бенедиктинско абатство, принадлежащо към реформираната конгрегация на Санта Джустина) в Задар (1459 – 1488)
- Мафео Вениер (1550 – 1586), поет и архиепископ

### Други
- Пиетро Вениер (? – 1372), господар на Чериго;
- Андреа Вениер (док. XV век), кастелан на Шкодра и губернатор на Венецианска Албания;
- Бернардо Вениер, подест на Падуа (1476);
- Дзуан Франческо Вениер (? – 1518), съгосподар на Парос;
- Николо Вениер (ок. 1483 – 1530), господар на Парос;
- Чечилия Вениер (? – 1543), господарка на о-в Парос;
- Лоренцо Вениер (1510 – 1550), поет;
- Доменико Вениер (1517 – 1582), поет;
- Нурбану Султан с рождено име Чечилия Вениер-Бафо (1525 – 1583), наложница на османския султан Селим II, майка и валиде султан на Мурад III

## Дворци, замъци и вили
Дворци (във Венеция)
- Каза „Вениер“ на пл. „Санта Мария Формоза“;
- Казино „Вениер“, близо до Риалто и базиликата Сан Марко;
- Палацето „Вениер“, в квартал Дорсодуро;
- Палацо „Вениер дей Леони“, сега Пеги Гугенхайм (музей);
- Палацо „Вениер-Контарини“, готически дворец на Канал Гранде;
- Палацо „Вениер-Манфрин“, неокласически дворец

Вили
- Вила „Вениер-Контарини“, венецианска вила в Мира;
- Вила „Колоредо-Вениер“ в местността Бертиоло Стерпо, Удине;
- Вила „Контарини-Джованели-Вениер“ близо до Во';
- Вила „Вениер“ близо до Сомакампаня

Замъци
- Замък в Сангуинето

- Салонът на Казино „Вениер“
- Палацо „Вениер дей Леони“
- Палацо „Вениер-Манфрин“
- Вила „Вениер“
- Палацо „Вениер Контарини“
- Замък в Сангуинето